# Пловдивски огледален шаран
Пловдивски огледален шаран е порода шаран, който е селектиран в Института по рибарство и аквакултури в Пловдив. Това е втората порода шарани, която е селектирана в България, след Тракия 1.
Работата по селекцията на породата приключва в края на 2000 г. Характеризира се със стегнато сбито тяло, къса глава, добре изразено високогърбие, къса опашка и типично огледално олюспяване. Има правилно разположени люспи само в един ред, като единични се срещат в областта на пекторалните и вентрални перки, както и зад хрилните капаци.
Породата е с бърз темп на растеж, за период от две години нараства до 1,200 – 1,300 kg. Тя е устойчива на болести и с висока оцеляемост на зарибителния материал. Приспособява се отлично при промишленото отглеждане в басейни. Месото съдържа 18,9% белтъчини и 3,4% мазнини.